# Troubles du sommeil dus au travail posté
 (septembre 2023).
La mise en forme du texte ne suit pas les recommandations de Wikipédia : il faut le « wikifier ».
Les points d'amélioration suivants sont les cas les plus fréquents. Le détail des points à revoir est peut-être précisé sur la page de discussion.
- Les titres sont pré-formatés par le logiciel. Ils ne sont ni en capitales, ni en gras.
- Le texte ne doit pas être écrit en capitales (les noms de famille non plus), ni en gras, ni en italique, ni en « petit »…
- Le gras n'est utilisé que pour surligner le titre de l'article dans l'introduction, une seule fois.
- L'italique est rarement utilisé : mots en langue étrangère, titres d'œuvres, noms de bateaux, etc.
- Les citations ne sont pas en italique mais en corps de texte normal. Elles sont entourées par des guillemets français : « et ».
- Les listes à puces sont à éviter, des paragraphes rédigés étant largement préférés. Les tableaux sont à réserver à la présentation de données structurées (résultats, etc.).
- Les appels de note de bas de page (petits chiffres en exposant, introduits par l'outil «  Source ») sont à placer entre la fin de phrase et le point final[comme ça].
- Les liens internes (vers d'autres articles de Wikipédia) sont à choisir avec parcimonie. Créez des liens vers des articles approfondissant le sujet. Les termes génériques sans rapport avec le sujet sont à éviter, ainsi que les répétitions de liens vers un même terme.
- Les liens externes sont à placer uniquement dans une section « Liens externes », à la fin de l'article. Ces liens sont à choisir avec parcimonie suivant les règles définies. Si un lien sert de source à l'article, son insertion dans le texte est à faire par les notes de bas de page.
- La présentation des références doit suivre les conventions bibliographiques. Il est recommandé d'utiliser les modèles {{Ouvrage}}, {{Chapitre}}, {{Article}}, {{Lien web}} et/ou {{Bibliographie}}. Le mode d'édition visuel peut mettre en forme automatiquement les références.
- Insérer une infobox (cadre d'informations à droite) n'est pas obligatoire pour parachever la mise en page.

Pour une aide détaillée, merci de consulter Aide:Wikification.
Si vous pensez que ces points ont été résolus, vous pouvez retirer ce bandeau et améliorer la mise en forme d'un autre article.
 Mise en garde médicale
Les troubles du sommeil dus au travail posté (en anglais : Shift work sleep disorder, abrégé SWSD) sont des troubles du rythme circadien de veille-sommeil affectant les personnes effectuant un travail de nuit. Ces troubles sont caractérisés par une somnolence excessive pendant les périodes d’éveil et/ou des insomnies pendant les périodes de sommeil.

## Causes et diagnostic

### Causes
Parmi les travailleurs de nuit, de nombreuses études montrent que certains ne s’habituent pas à leurs horaires de travail, et ce même après plusieurs années d’expérience. Dans l’environnement, de nombreux indices appelés Zeitgebers permettent de moduler la période ou la phase du rythme circadien endogène des mammifères. Les principaux Zeitgebers connus à ce jour sont les variations d’intensité lumineuse au cours de la journée, les interactions sociales et les heures de nutrition. La mélatonine est un facteur interne altérant le rythme circadien des mammifères. Par ailleurs, il existe aujourd’hui une controverse concernant les mécanismes de communication entre les horloges périphériques et l’horloge centrale. Le « déphasage » que certains travailleurs subissent entre leur rythme endogène et les Zeitgebers amène à un système neuroendocrinien déficient ce qui cause différents troubles chez ces personnes.

### Diagnostic
D'après la classification internationale des troubles du sommeil, les troubles du sommeil dus au travail posté font partie des troubles du rythme circadien d'éveil-sommeil (en anglais : circadian rhythm sleep-wake disorder ou CRSWD). Ces troubles sont caractérisés par deux principaux symptômes : le sommeil excessif ou, au contraire, l’insomnie . Les personnes atteintes des troubles du sommeil dus au travail posté présentent une perturbation chronique ou récurrente du cycle veille-sommeil. Un décalage entre le rythme circadien endogène et les alternances veille-sommeil imposées par le travail de nuit provoquent une altération de leur horloge endogène. Pour préciser le diagnostic de ces troubles, les médecins sont fortement encouragés à utiliser l’actimétrie. De plus les biomarqueurs, notamment le taux de mélatonine relevé chez ces personnes à la suite d'une stimulation lumineuse, permettent de diagnostiquer le shift work sleep disorder. L’utilisation de questionnaires tels que l’échelle d’évaluation de la somnolence d’Epworth (Epworth Sleepiness Scale, ESS) ou le questionnaire de typologie circadienne (Morningness-Eveningness Questionnaire) complètent le diagnostic des troubles du sommeil dus au travail posté. Des problèmes de santé observés pendant une durée minimale de 3 mois peuvent être caractéristiques de ces troubles.

## Problèmes de santé liés au travail posté
La modification du cycle circadien endogène peut être source d’autres troubles et risques pour la santé. Le rythme circadien du sommeil permet une coordination du milieu interne aux fluctuations du milieu externe. Si le rythme est désynchronisé, cela amène à des difficultés chroniques qui ont d’importantes conséquences sur la santé mentale et le bon fonctionnement de l’organisme et de son métabolisme. 

### Désordres hormonaux
Le cycle d'alternance sommeil-réveil et le rythme circadien endogène jouent un rôle dans la sécrétion d’hormones. Le taux de cortisol présente des variations circadiennes. C’est donc, comme la mélatonine, un biomarqueur permettant de détecter un cycle circadien perturbé. 
La sécrétion d’insuline est également sous contrôle de l’horloge circadienne. La modification des cycles de sommeil a une influence sur la tolérance au glucose. 
La sécrétion d’hormones de croissance (GH) est associée avec le début du cycle du sommeil. Ainsi, lorsque le cycle sommeil-réveil est perturbé la sécrétion de cette hormone l’est aussi, ce qui peut entraîner des changements physiologiques et impacter la croissance d'un individu . 
La testostérone est aussi une hormone contrôlée par l'horloge circadienne. Les travailleurs de nuit masculins ont une plus forte probabilité d’avoir une production de testostérone plus basse et des symptômes liés à la dépression en comparaison avec des hommes qui travaillent de jour. Les chercheurs pensent que la plus faible production de testostérone est liée avec la présence de symptômes liés à la dépression. Ils évaluent les symptômes liés à la dépression grâce à un questionnaire auprès de travailleurs de nuit. Sur 766 travailleurs de nuit, 36,8 % ont des perturbations dans leurs rythmes circadiens et tous présentent des symptômes de dépression. Parmi ceux qui ne présentent pas de perturbation du rythme circadien, très peu présentent tout de même des symptômes de dépression, ceux-ci seraient liés à d’autre(s) facteur(s).

### Autres troubles associés
Les travailleurs à horaires rotatifs sont plus fréquemment sujets à des problèmes gastro intestinaux se traduisant par des douleurs abdominales, de la diarrhée, de la constipation, des nausées, des vomissements, des indigestions et des brûlures d’estomac. On observe également des risques accrus de cancer du côlon, de dépression, d’anxiété, de problèmes cardiovasculaires, d’AVC ischémique, d’irrégularité menstruelle et d’échecs reproductifs. Le travail posté peut également diminuer l’efficacité de plusieurs traitements pour maladies chroniques et peut aggraver plusieurs conditions de santé préexistantes dont : l’hypertension, le diabète de type 1, l’épilepsie, l’asthme médicamenté et les troubles psychiatriques. Il a également été observé que les longs horaires rotatifs sont associés à plus d’habitudes dommageables comme le tabagisme, le manque d’activité physique et une plus grande consommation d’alcool.

### Déficits cognitifs au travail
Une personne en manque de sommeil ne peut pas se forcer de manière fiable à rester éveillée et alerte. Des études conduites sur des médecins résidents suggèrent que ni la motivation, ni l'entraînement, ni une plus grande expérience de vie avec un sommeil réduit ne les rendent plus résistants aux effets négatifs du manque de sommeil. Leurs capacités motrices, d'attention, de mémorisation, de communication, de prise de décisions, de résistance au stress émotionnel, ainsi que leur temps de réaction, demeureraient altérées.

### Impacts sur le temps et la qualité du sommeil
Parmi un groupe d'infirmiers et d'infirmières, il a été observé que les individus ayant un horaire fixe de 8 heures de travail par jour dorment significativement mieux que les individus ayant un horaire rotatif de 12 heures (travaillant parfois le jour, parfois la nuit). La quantité de sommeil se trouve diminuée chez les personnes travaillant de nuit. L’efficacité du sommeil (pourcentage du temps passé au lit à dormir) également, variant de 68 à 100 % pour les individus travaillant de jour contre 41 à 100 % pour ceux travaillant de nuit. Les sujets effectuant un horaire rotatif de 12 heures rencontrent plus de difficulté à s’endormir.

## Le noyau suprachiasmatique
Le noyau suprachiasmatique ou NSC (en anglais : suprachiasmatic nucleus), est situé dans l’hypothalamus des mammifères, dont l’Homme fait partie.
Il est formé de plusieurs cellules autorythmiques constituant l’horloge circadienne centrale des mammifères. La période de l’activité rythmique de ces cellules est de 24 heures au sein du corps en conditions normales (alternance du jour et de la nuit) , ce qui correspond à la durée d’un jour. En conditions constantes (lumière ou noirceur constante par exemple), cette activité diffère de 24 heures. L’intensité lumineuse semble être le paramètre le plus important pour conserver un rythme endogène de 24 heures. 
Le principal facteur qui permet de régler l’activité des cellules du noyau suprachiasmatique sur un rythme de 24 heures est l’activité des cellules ganglionnaires photosensibles de la rétine, qui font synapse avec les cellules du noyau suprachiasmatique. Cependant, son activité serait sous l’influence d’autres régions cérébrales et donc d’autres stimuli.
Le noyau suprachiasmatique est relié par des connexions nerveuses et humorales (impliquant entre autres la glande pinéale) au reste du corps. Cela lui permettrait d'entraîner les horloges périphériques sur sa propre période et de régler temporellement plusieurs processus physiologiques. Il serait impliqué dans le rythme de sommeil en réprimant indirectement la production de mélatonine par la glande pinéale lors de la journée .
L’implication du NSC dans la production de cortisol, hormone contrôlant un grand nombre de fonctions métaboliques, a été démontrée expérimentalement. Celui-ci envoie des projections vers les noyaux paraventriculaires de l'hypothalamus, qui exerce un contrôle sur l’axe hypothalamique pituitaire surrénalien (HPA). L'axe hypothalamique pituitaire surrénalien contrôle la production de cortisol par la glande surrénale. 
Cependant, d’autres cellules comme celles du foie pourraient voir leur rythme se modifier de manière indépendante du noyau suprachiasmatique. Les traitements visant à atténuer les troubles du sommeil dus au travail posté pourraient donc agir sur ces cellules périphériques .

## Traitements possibles

### Distribution des horaires de travail
Il existe plusieurs approches pour soulager les effets ressentis dus au manque de synchronisation caractéristique de ce trouble. Tout d'abord, en limitant la durée du travail de nuit à un maximum de quatre jours, la désynchronisation interne pourrait être grandement réduite, voire évitée. Une journée de repos permettrait de combler un manque de sommeil limitant davantage la désynchronisation du rythme circadien.

### Effet de la mélatonine
La mélatonine permettrait au cycle circadien de s’adapter plus rapidement au travail de nuit. Cette molécule a un effet hypnotique et favorise un sommeil plus long. Les travailleurs de nuit peuvent assurer une plus grande production de mélatonine par leur mécanisme naturel en évitant la lumière bleue, qui réprime celle-ci, dans les quelques heures précédant le sommeil. La mélatonine peut aussi être prise sous forme de comprimé oral quelques heures avant le sommeil, à la suite d'une rotation de nuit par exemple. Aucun effet secondaire lié à l’ingestion de mélatonine n’a été observé jusqu’à présent.

### Exposition à la lumière
Pour les travailleurs de nuit, s’exposer à une lumière intense en soirée tout en restant dans la noirceur le plus possible le matin permettrait également une meilleure adaptation du rythme circadien.

### Traitements combinés
La mélatonine et l’exposition à la lumière intense peuvent toutes deux changer la phase du rythme circadien endogène. En exposant les travailleurs de nuit à une lumière intense lors de leur rotation, idéalement vers le début, un délai de phase peut être engendré. Une amélioration de la performance peut aussi être observée. Le matin, prendre une dose de mélatonine permet également un délai de phase et aiderait ainsi les travailleurs à mieux dormir durant la journée. La combinaison de ces deux traitements maximiserait l’adaptation de phase du cycle circadien aux heures du travail posté.

### Autres traitements
Les stimulants comme les substances xanthines, dont le café, agissent temporairement en repoussant l’envie de dormir et en augmentant la vigilance lors des rotations de nuit mais n’auraient pas d’impact sur le rythme circadien et masquent en réalité le manque de sommeil accumulé. Plusieurs agents pharmacologiques peuvent baisser le taux de fatigue et induire le sommeil, mais ces derniers n’ont également aucun effet sur la phase du rythme circadien. Certains traitements plus spécifiques à l’insomnie chronique peuvent alléger ce trouble, comme une amélioration de l’hygiène de sommeil et des thérapies cognitivo-comportementales.